# Gérard Fallec
Gérard Fallec est un acteur français.

## Filmographie
- 1955 : Marianne de ma jeunesse de Julien Duvivier - Alexis
- 1955 : Chiens perdus sans collier de Jean Delannoy - L'adolescent ancien chef de bande
- 1955 : Voici le temps des assassins de Julien Duvivier - Gaston, l'apprenti mitron
- 1956 : Les Promesses dangereuses de Jean Gourguet
- 1957 : Isabelle a peur des hommes de Jean Gourguet - Dodo
- 1960 : Boulevard de Julien Duvivier - Roger
- 1961 : Le président de Henri Verneuil
- 1962 : L'inspecteur Leclerc enquête de Marcel Bluwal, épisode : l'Affaire Larive : un jeune homme
- 1965 : Le journal d'une femme en blanc de Claude Autant-Lara